# Plein 1953
Het Plein 1953 is een verblijfsplein zonder verkeer in de Rotterdamse deelgemeente Charlois. Het plein vormt het hart van de Rotterdamse wijk Pendrecht.
Het plein herinnert aan de Watersnoodramp van 1953 en ligt te midden van straten die allemaal zijn vernoemd naar plaatsen die tijdens die ramp zijn getroffen. Het oorspronkelijke plein werd ontworpen door de architect en stedenbouwkundige Lotte Stam-Beese (1903-1988). Zij ontwierp na de oorlog door de ontstane woningnood een complete wijk met woningen voor de toekomst en met veel groen. Aan het plein bevinden zich winkels met daarboven woningen en een grote vijver. Door de jaren heen is het plein vele malen van gezicht veranderd.
Op 14 oktober 2000 werd het vernieuwde Plein 1953 feestelijk heropend. Het plein beschikt sindsdien over een ondergrondse parkeergarage met daarboven onder meer een supermarkt. Tot 2011 bevond zich ook het wijkcentrum 'Middelburgt' op het plein.
Afrikaanderplein ·
Atjehstraat ·
Beijerlandselaan ·
Brede Hilledijk ·
Brielselaan ·
Boulevard Zuid ·
Charloisse Lagedijk ·
Coen Moulijnweg ·
Dordtselaan ·
Dordtsestraatweg ·
Dorpsweg ·
Goereesestraat ·
Groene Hilledijk ·
Groene Kruisweg ·
Grondherendijk ·
Katendrechtse Lagedijk ·
Kerkwervesingel ·
Kromme Zandweg ·
Laan op Zuid ·
Lange Hilleweg · 
Maastunnelplein ·
Mijnsherenlaan ·
Oldegaarde ·
Oranjeboomstraat ·
Pendrechtseweg ·
Plein 1953 ·
Pleinweg ·
Pretorialaan ·
Prins Hendrikkade ·
Riederlaan · 
Rosestraat ·
2e Rosestraat .
Slinge ·
Smeetlandsedijk · 
Stadionweg ·
Stieltjesplein ·
Stieltjesstraat ·
Strevelsweg ·
Vaanweg ·
Veerlaan ·
Vondelingenweg ·
Wilhelminakade ·
Wilhelminaplein ·
Zuiderpark ·
Zuiderparkweg ·
Zuidplein